# 干岔子乡
干岔子乡，是中华人民共和国黑龙江省黑河市逊克县下辖的一个乡镇级行政单位。

## 行政区划
干岔子乡下辖以下地区：
河西村、河东村、柞树岗村、胜利村、干岔子村、兴隆村、明星村和东升村。